# الناصرة (الشغادرة)

تعديل مصدري - تعديل

الناصرة هي إحدى قرى عزلة المزاوطة بمديرية الشغادرة التابعة لمحافظة حجة، بلغ تعداد سكانها 82 نسمة حسب تعداد اليمن لعام 2004.